# Karl Theodor von Vincenti
Ritter Karl Theodor von Vincenti (* 16. Dezember 1773 in Mannheim; † 9. September 1850 in München) war königlich bayrischer Generalleutnant.

## Herkunft
Sein Vater war der kurpfälzische Hofkriegsrat Karl Jakob von Vincenti († 1800), dieser hatte am 17. September 1790 die Adelsanerkennung erhalten. Der Brigadegeneral Karl von Vincenti († 1812) und der badische Generalleutnant Franz Xaver August von Vincenti (* 29. August 1763; † 4. Dezember 1830) waren seine Brüder.

## Leben
Er lebte zunächst in Mannheim und nachdem sein Vater nach München versetzt wurde, auch dort. Seine Schulbildung erhielt er in Sulzbach und Amberg.
1794 ging er in Mannheim bayrische Dienste und kam als Unterlieutenant in 2. Füsilier-Regiment (Pfalzgraf Maximilian von Zweibrücken). Er kämpfte 1794, 1799 und 1800 gegen Frankreich. 1794 hat er seine erste Wache in eine Fletsche in Mannheim, wo er einen 16-stündigen Beschuss durch die Franzosen auszuhalten hatte. Nach dem Abzug der Truppen aus Mannheim, kam er in den Odenwald. 1797 kam er an die Grenze zu Tirol. Am 12. September 1799 wurde er dann mit anderen in die Schweiz geschickt, um die Armee des russischen General Rimski-Korsakow zu verstärken. Am 25. September 1799 erreichte die Truppe den General und wurde gegen Seebach bei Zürich geschickt. Die Russen wurden geschlagen und zogen sich nach Schaffhausen zurück. Am 7. Oktober 1799 wurde sie erneut bei Kloster Paradies geschlagen. Vincenti kam bei Rückzug nach Lindau am Bodensee, wo sie das Korps des Generals Suwarow erreichte. Im November 1799 kehrten die Russen nach Russland zurück. Im Dezember 1799 wurde Vincenti mit dem Bataillon in die Rheinpfalz beordert. Im April kämpfte er bei Meßkirch, im Dezember 1800 geriet er in der Schlacht bei Hohenlinden in Gefangenschaft. Er wurde nach München abgeführt, wo er lebensgefährlich erkrankte, aber überlebte. Nach der Waffenruhe kam er am 5. Mai 1801 zurück in die Oberpfalz. Am 1. April 1803 wurde das Regiment in Ulm neu aufgestellt.
Bayern schloss sich dann Frankreich an und am 8. April 1804 wurde Vincenti Oberleutnant im Regiment (Herzog Karl) und am 20. Juni 1807 Hauptmann in demselben Regiment. In der Zeit nahm er 1805 am Feldzug gegen Österreich und 1806/07 am Feldzug gegen Preußen und nochmals 1809 am Feldzug gegen Österreich teil. Anschließend nahm er 1812 an Napoleons Feldzug gegen Russland teil, den er mit knapper Not überlebte. Bei Kalwary traf er seinen sterbenden Bruder. Nach seiner Rückkehr kämpfte er in der Schlacht bei Hanau. Während der Schlacht stürzte er von der Kinzigbrücke, war er mit knapper Not überlebte.
Während der Befreiungskriege wurde er am 6. März 1813 als Major in das 4. Linien-Infanterie-Regiment (Sachsen-Hildburghausen) versetzt. Er kämpfte nun bis 1815 gegen die Franzosen.
Am 12. Oktober 1823 kam er als Oberstleutnant in das 7. Linien-Infanterie-Regiment und am 15. Juni 1830 als Oberst in das 9. Linien-Infanterie-Regiment. Am 25. Juni 1839 erfolgte seine Beförderung zum Generalmajor und seine Ernennung zum Kommandanten der Residenzstadt München.
Im Oktober 1844 wurde er in das Kriegsministerium versetzt und wurde dort Chef der Revisionsabteilung der 6. Ministerial-Abteilung. Am 21. März 1848 wurde er wegen seiner angeschlagenen Gesundheit mit dem Charakter pensioniert. Er starb unverheiratet nach langen Leiden 1850.

### Auszeichnungen
Er wurde mit zahlreichen Orden ausgezeichnet. Am 29. Juni 1809 erhielt er das Kreuz der Ehrenlegion und am 16. Juni 1814 auf den österreichischen Leopoldsorden. Für sein 50-jähriges Dienstjubiläum erhielt er am 21. Juni 1833 den bayrischen Ludwigsorden, sowie am 1. Januar 1841 das Ritterkreuz des Verdienstordens der bayrischen Krone.